# Chiton
Chiton var hos grækerne i den klassiske oldtid betegnelsen for den underklædning, som hos mænd og kvinder blev båret inderst på legemet og tillige var hjemmedragten. Den vekslede gennem tiden både i form og stof.
Betegnelsen fremkom samtidig med, at man fra Orienten fik kendskab til nye stoffer, især af linnedkarakter, medens man tidligere
næsten udelukkende anvendte uld. Brugen af chiton fremkom først hos jonerne i Lilleasien, men blev snart optaget i Grækenland, først af mændene, især af de fornemmere klasser. Hos kvinderne kom den noget senere i brug og trængte igennem i noget forskellig form.

## Dorisk
Hos dorerne vedblev den sædvanlig at være af uld: Et aflangt, firsidet tøjstykke, noget længere end legemets højde. Foroven lagde man et stykke dobbelt; med dette overkast udad førtes chitonen fra den ene, oftest venstre side, om hals og legeme, og blev fæstet på den modsatte side over skulderen med en nål. I denne side var den i øvrigt åben, men kunne samles med nåle. Ved at sammenhæfte en del af halsåbningen over venstre skulder dannedes en åbning for armen.

## Jonisk
Den "joniske" chiton var oftest af lærred og delvis syet, somme tider
med halværmer. Om livet samledes den ofte
med et bælte, den var længere end den doriske
og nåede helt til fødderne. Mændene bar i
Athen til perserkrigenes tid lang chiton, derefter
sædvanligvis kort chiton, med eller uden
halværmer og bælte. Stoffet vekslede stærkt, især
for kvindernes vedkommende indtil musselinlignende
stoffer (fra øen Amorgos). Farven var hvid, for
fattigere mørk. Ved særlige lejligheder var den
farvet eller havde bort, mønstre, osv. Det
ansås ikke for passende at færdes ude blot med chiton.
Over den bar kvinderne en overdragt, epiblema, ampechonion, mændene kappe, chlamys eller himation. I måden at bære dragten på gjorde de skiftende moder og personlig smag rig variation mulig, hvilket terrakottafigurer, vasebilleder og statuer vidner om. Dog har ofte kunstnerne
dels afveget fra det brugelige af kunstneriske hensyn, dels været bundne af visse traditioner, navnlig ved fremstilling af guddomme. Således vises nogle af guderne med lang chiton. Samme dragt kunne bæres ved religiøse fester, af skuespillere, kitharoder, vognstyrere ved festlege osv.; mens omvendt gudinden Artemis, amazoner, danserinder og andre bærer kort chiton.
I Homers Odysseen modtager Penelope en smuk, broderet chiton holdt sammen af tolv nåle af rent guld fra Antinoos, der kurtiserer hende i hendes mand Odysseus' fravær. Herodot omtaler de lange, dolkelignende nåle, som kvinderne i Athen benyttede til at fæste chitonen med, og drabet på en athensk soldat af en gruppe vrede kvinder, der stak ham til døde med nåle, de trak ud af kjolerne. Et forbud skal være blevet indført for at sikre, at ingen mere gik med en chiton i athensk stil.

## Galleri
- Den korte chiton og rester af et pilekogger på bagsiden peger på Artemis, gudinden for jagt.
- Artemis fra bagsiden med chiton og himation, Louvre, 2. årh.?
- Gudinden Artemis i kort chiton, Medelhavsmuseet.
[3]